# Ardelu
Ardelu is een gemeente in het Franse departement Eure-et-Loir (regio Centre-Val de Loire) en telt 73 inwoners (2009). De gemeente behoort tot het kanton Auneau van het arrondissement Chartres.

## Geografie
De oppervlakte van Ardelu bedraagt 4,1 km², de bevolkingsdichtheid is dus 17,8 inwoners per km².
De onderstaande kaart toont de ligging van Ardelu met de belangrijkste infrastructuur en aangrenzende gemeenten.

## Demografie
Onderstaande figuur toont het verloop van het inwonertal (bron: INSEE-tellingen).